# PAQR8
PAQR8‏ (Progestin and adipoQ receptor family member 8) هوَ بروتين يُشَفر بواسطة جين PAQR8 في الإنسان.